# Ampithoe senegalensis
Ampithoe senegalensis är en kräftdjursart. Ampithoe senegalensis ingår i släktet Ampithoe och familjen Ampithoidae. Inga underarter finns listade i Catalogue of Life.